# ژولی کلاری
ژولی کلاری (به انگلیسی: Julie Clary) ‏(۱۸۴۵–۱۷۷۱) از ملکه‌های ناپل و اسپانیا بود. ژولی کلاری خواهر دزیره کلاری ملکهٔ سوئد بود.

## زندگی‌نامه
ژولی کلاری در سال ۱۷۷۱ در مارسی زاده شد. وی خواهر دزیره کلاری ملکه سوئد و نروژ و دختر فرانسوا کلاری تاجر ابریشم بود.
وی در ۱ اوت ۱۷۹۴ با ژوزف بناپارت ازدواج کرد که حاصل آن دو دختر به نام زندایید و شارلوت بود. پس از اینکه ژوزف بناپارت به عنوان پادشاه ناپل و سپس پادشاه اسپانیا توسط برادرش امپراتور فرانسه ناپلئون بناپارت انتخاب شد ژولی نیز به عنوان ملکه ناپل و ملکه اسپانیا لقب گرفت. این مقام تا زمان سلطنت ژوزف بناپارت یعنی ۱ دسامبر ۱۸۱۳ برقرار بود و پس از خلع ژوزف بناپارت وی نیز از عنوانش کنار گذاشته شد.
وی در دوران سلطنت همسرش عموماً در فرانسه به سر برده و به عنوان نماینده دربار اسپانیا در فرانسه و عنوان نماینده ژوزف بناپارت و پادشاهی وی در نظر گرفته می‌شد و به‌طور تشریفاتی به عنوان ملکه اسپانیا در دربار شاهنشاهی ناپلئون خطاب می‌گردید.
پس از کناره‌گیری از ناپلئون، ژولی کلاری قلعه پرنجینس را در سوئیس، نزدیک دریاچه لمان خریداری کرد. در طی صد روز در سال ۱۸۱۵، ژولی کلاری در میان کسانی بود که به ناپلئون در کاخ پاریس خوش آمد گفته و در کنار لباس نامزد سابق خود، هورتنس، لباس دربار شاهنشاهی را پوشیده بود.
پس از نبرد واترلو و سقوط دوم ناپلئون، اعضای خانواده بناپارت تبعید شدند و جوزف با درآمد حاصل از فروش نقاشی‌های اسپانیایی غارت شده از مادرید، ملکی را در ایالت نیوجرسی در نزدیکی رودخانه دلاور خریداری کرده و ژولی کلاری نیز مدتی به وی در آنجاپیوست. اما سپس از وی جدا شده و با دخترانش به فرانکفورت رفت و در آنجا ماند.
ژولی در ۷ آوریل ۱۸۴۵، در هفتاد سالگی درگذشت وی در کنار همسرش در کلیسای سانتا کروچه در فلورانس به خاک سپرده شد.